# Biblia Slavica
Biblia Slavica – niemiecka seria wydawnicza reedycji lub pierwszego druku rękopisów słowiańskich zabytków w postaci najstarszych przekładów Pisma Świętego wraz z ich naukowymi opracowaniami. Tekst Biblii opublikowano jako faksymile.
Publikacje te stanowią naukową pomoc w badaniach nad językiem i kulturą Słowian. Seria ta ułatwiła dostęp do językowych pomników kultury słowiańszczyzny, zwłaszcza dla badaczy i czytelników zainteresowanych problematyką narodów słowiańskich w sferze historii, języka, kultury, duchowości oraz wzajemnych ich wpływów.

## Historia
Projekt serii „Biblia Slavica” powstawał etapami.Początki sięgają jeszcze lat 60. XX w. W roku 1966 ks. Władysław Smereka wydał faksymile Nowego Testamentu Jakuba Wujka z 1593, dołączając obszerny wstęp filologiczny. W następnej dekadzie ks. Smereka wystąpił z inicjatywą fototypicznego wydania Biblii Leopolity z 1561. Na potrzeby projektu powstała wówczas grupa inicjatorska, w skład której wchodzili: prof. Stanisław Urbańczyk, prof. Karol Estreicher, dr Wanda Górecka i Czesław Miłosz. Pracę nad tą edycją przerwała śmierć ks. Smereki, prof. Estreichera i dr Góreckiej. Wówczas zaangażowany w projekt prof. Stanisław Urbańczyk zainteresował nim niemieckiego slawistę Reinholda Olescha. Środki finansowe pochodzące z funduszu Fundacji Alfreda Kruppa von Bohlen i Halbach-Stiftung (Essen), pomógł pozyskać prof. Hans Rothe.
W połowie lat 80. były to jednak wciąż luźne plany profesorów Reinholda Olescha i Hansa Rothego, mające doprowadzić do wydania jednej Biblii polskiej i jednej Biblii czeskiej w osobnych seriach wydawniczych. Z czasem pomysł ten przerodził się w zamiar opublikowania ważniejszych przekładów Pisma Świętego dla Słowian nie tylko zachodnich, ale również wschodnich oraz częściowo południowych. Jako pierwszy przekład z serii ukazała się Biblia Leopolity wydana w roku 1988.

## Serie
Na projekt  „Biblia Slavica” składa się sześć serii:
1. Biblie czeskie (Tschechische Bibeln)
2. Biblie polskie (Polnische Bibeln)
3. Biblie wschodniosłowiańskie (Ostslavische Bibeln)
4. Biblie południowosłowiańskie (Südslavische Bibeln)
5. Inne Biblie słowiańskie (Weitere Bibeln)
6. Seria uzupełniającą (Supplementum) – niesłowiański, litewski przekład Pisma Świętego

Seria czeska objęła: Biblię drezdeńską uzupełnioną tekstami z Biblii ołomunieckiej (1417) i Biblii litomierzycko-trzebońskiej (1411–1414); Biblię kutnohorską z 1489; Biblię kralicką wydaną w sześciu tomach w latach (1579–1594), Biblię św. Wacława (Svatováclavská bible) wydaną w trzech tomach NT – 1677, ST – 1712 i 1715.
W serii polskiej opublikowano: Biblię Leopolity (1561), Biblię Budnego (1572), Biblię brzeską (1563), Nowy Testament Stanisława Murzynowskiego (1551–1552) oraz Biblią Wujka (1599).
Seria wschodniosłowiańska zawiera Nowy Testament z Biblii Franciszka Skaryny, nieopublikowane wcześniej: Nowy Testament Epifaniusza (Sławinieckiego) ze zbiorów Vukola Undolskiego (1816–1864) oraz Nowy Testament z greckich rękopisów synodalnego zbioru z poprawkami Sławinieckiego, a także rosyjski Psałterz Wasilija Kiriłłowicza Trediakowskiego z 1753 i białoruski przekład Ewangelii z ok. 1580 autorstwa Wasyla Ciapińskiego.
Seria południowosłowiańska to nieopublikowana wcześniej chorwacka Biblia Bartola Kašicia z 1625 oraz słoweńskie przekłady: Biblia Primoža Trubara (m.in. NT z 1557/1560/1577 i Psalmy 1566) i Biblia Jurija Dalmatina.
Seria piąta zawiera jeden nieopublikowany wcześniej przekład słowacki czyli Biblię kamedulska z 1755.
Seria uzupełniająca zawiera jedyny niesłowiański przekład, nieopublikowanej wcześniej litewskiej Biblii Jonasa Bretkūnasa, która powstała w latach 1580–1590.